# Aeropuerto Internacional de N'Djili
El Aeropuerto Internacional de Kinsasa-N'Djili (IATA: FIH, OACI: FZAA), es un aeropuerto situado en la ciudad de Kinsasa, la capital de la República Democrática del Congo. Es el más grande de los cuatro aeropuertos internacionales del país. En el aeropuerto se encuentra la base de las compañías aéreas más importantes del país: Bravo Air Congo, Hewa Bora Airways y Wimbi Dira Airways.
En 2004 por el aeropuerto pasaron 516.345 pasajeros (un 17,9% más que en 2003)

## Aerolíneas y destinos

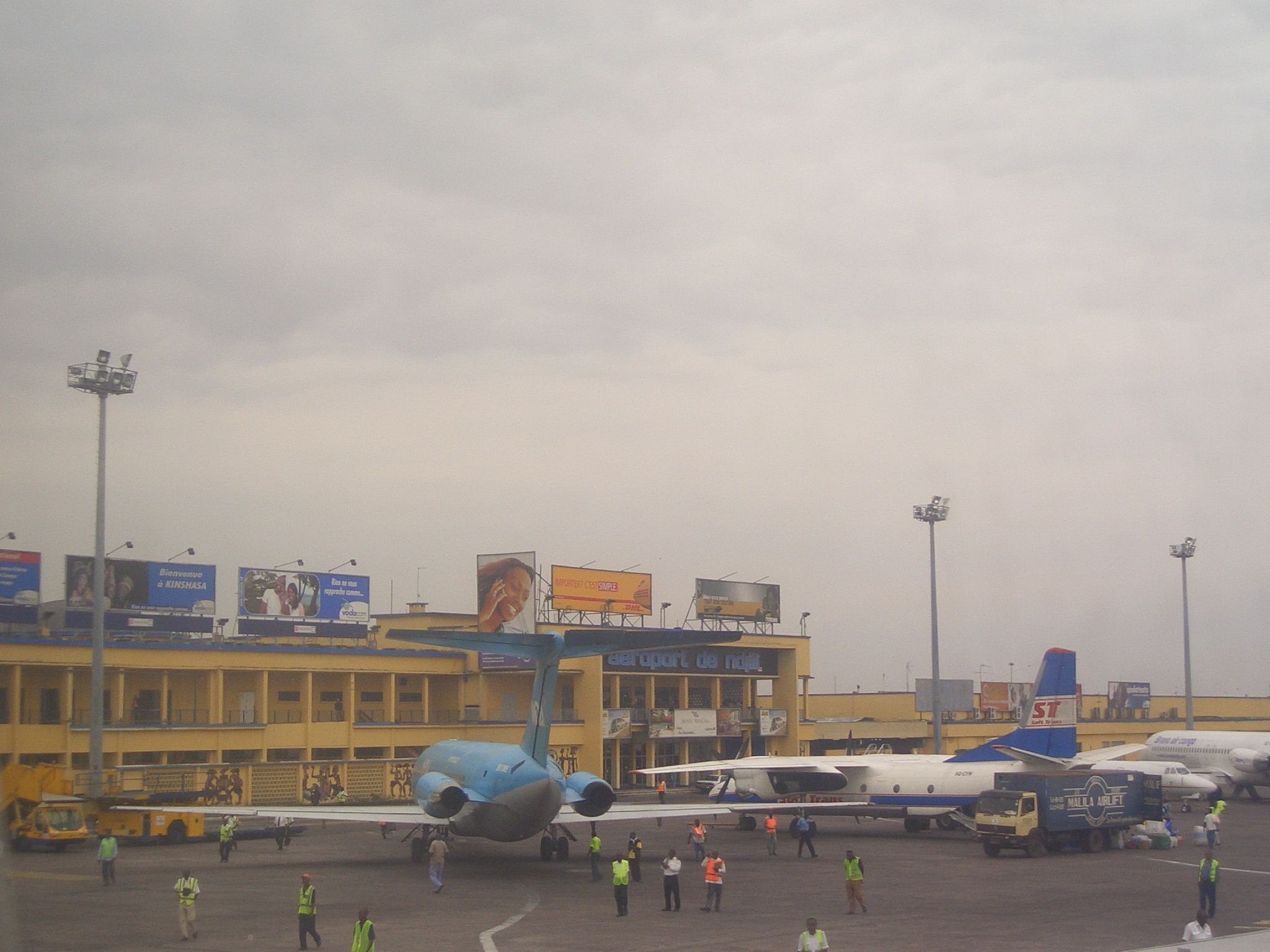
Edificio de la terminal del aeropuerto de N'djili. Foto de PetterLundkvist (9 de agosto de 2007)

### Pasajeros
| Aerolíneas                     | Destinos                                                   |
| ------------------------------ | ---------------------------------------------------------- |
| Air France                     | París                                                      |
| Brussels Airlines              | Bruselas                                                   |
| Compagnie Africaine d'Aviation | Goma, Kananga, Kisangani, Lubumbashi, Mbandaka, Mbuji-Mayi |
| Ethiopian Airlines             | Addis Abeba                                                |
| ASKY Airlines                  | Brazzaville, Lomé, Pointe-Noire                            |
| Kenya Airways                  | Nairobi                                                    |
| Royal Air Maroc                | Casablanca                                                 |
| RwandAir                       | Kigali                                                     |
| South African Airways          | Johannesburgo                                              |
| TAAG Angola Airlines           | Luanda                                                     |

### Carga
| Aerolíneas         | Destinos    |
| ------------------ | ----------- |
| Avient Aviation    | Sharjah     |
| Ethiopian Airlines | Addis Abeba |